# Cidade Nova (Macapá)
Cidade Nova é um bairro do município brasileiro de Macapá, capital do estado do Amapá. Segundo o censo demográfico de 2022, realizado pelo Instituto Brasileiro de Geografia e Estatística (IBGE), sua população era de 16 103 habitantes e havia 3 971 domicílios particulares permanentes ocupados.
De acordo com o IBGE, em 2010 a população era de 15 194 habitantes e havia 3 211 domicílios particulares.
Tem como extensão o bairro Cidade Nova II, que consta oficialmente segundo a prefeitura, mas em 2013 ainda aguardava registro jurídico especificando delimitações e quantidade de ruas, quadras e habitações.